# Zagat Survey
Zagat Survey (pronunciado za-GAT) é um guia de restaurantes e de entretenimento nas principais cidades norte-americanas, com destaque para a cidade de New York, criado e publicado a partir de 1979 por Tim e Nina Zagat. O guia tem por base uma pesquisa de opinião feita através de uma sondagem conduzida junto dos clientes dos restaurantes nova-iorquinos. O Zagat Survey ganhou grande relevância, incorporando e disponibilizando de forma acessível muita da informação sobre gastronomia, vinhos, restaurantes, bares e locais de diversão que andava dispersa por múltiplos guias. O guia tem como predecessor a obra Knife and Fork in New York, editada a partir de 1948 por Alexander Lawton Mackall.
A ideia de criar um guia com base na opinião dos frequentadores, e não apenas na opinião dos críticos profissionais, surgiu como resposta à acusação de que em geral os guias de restaurantes não reflectem os gostos e o sentimento da clientela, antes tendendo a seguir modas e as opiniões, nem sempre isentas, dos profissionais. Tomando como base os guias existentes, o casal Zagat decidiu incorporar no seu sistema de classificação dos restaurantes a opinião dos clientes, expressa através de uma sondagem na qual é atribuída uma classificação numérica a diversos aspectos de cada estabelecimento.
O sistema de classificação baseia-se numa escala de 30 pontos, cobrindo aspectos como a qualidade da comida, a decoração e ambiente do estabelecimento, o serviço e o preço. Para além da classificação numérica, o guia também inclui uma descrição sucinta de cada estabelecimento que incorpora os comentários mais frequentes recolhidos junto dos clientes.
Para o seu primeiro guia, cobrindo apenas um conjunto selecto de restaurantes de New York, os Zagat realizaram um inquérito à opinião de um grupo alargado de amigos, lançando em 1979 o novo conceito de guia, então restrito a New York. 
Após progressivos alargamentos, em 2005, o Zagat Survey já incluía informação sobre 70 cidades, baseada na opinião de cerca de 250 000 pessoas, recolhida ao longo de vários anos.
Para além dos restaurantes, o Zagat Survey classifica hotéis, locais de diversão nocturna, lojas e centros comerciais, zoos, música, filmes, teatros e campos de golfe. 
Os guias são publicados sob a forma de livro ou como software para PDA's e telemóveis, sendo ainda disponibilizadoa num sítio pago da Internet.
O construtor automóvel Honda inclui a informação do Zagat Survey no sistema de navegação por GPS de alguns dos seus modelos vendidos nos Estados Unidos da América, incluindo o Acura MDX, o Acura TSX e o Honda Accord. 